# Hemicordulia africana
Hemicordulia africana là loài chuồn chuồn trong họ Corduliidae. Loài này được Dijkstra mô tả khoa học đầu tiên năm 2007.